# محمد عاشور
محمد عاشور (3 أبريل 1985) لاعب كرة قدم بحريني يلعب حاليا لصالح نادي الدرجة الأولى البسيتين البحريني في مركز الظهير الأيمن من 2003 كما يجيد اللعب في مركز الظهير الأيسر.

## الإنجازات
- الدرجة الأولى (1): 2013